# Estafa de altavoz de furgoneta blanca
La estafa del altavoz de la furgoneta blanca (white van speaker scam en inglés) es una técnica de venta fraudulenta en la que un estafador hace creer al comprador que está obteniendo un buen precio en productos de entretenimiento para el hogar. A menudo, un estafador comprará altavoces genéricos económicos y convencerá a los compradores potenciales de que son productos de primera calidad que valen cientos o miles de dólares, ofreciéndolos a la venta a un precio que el comprador cree que tiene un gran descuento, pero que en realidad es un gran margen de beneficio de su valor real. Los estafadores en este tipo de estafa se llaman a sí mismos "speakerguys" o "speakermen" (en español, tipos del altavoz u hombres del altavoz) y, por lo general, afirman estar trabajando para una empresa de entrega o instalación de altavoces.
La estafa de los altavoces era común en los años 80. A pesar de la extensa información sobre la estafa en foros de consumidores y sitios de control, las estafas continúan operando en varios continentes.

## Proceso
La estafa del altavoz de la furgoneta blanca típica involucra de una a tres personas, que por lo general visten de manera informal o visten uniformes. Conducen un SUV, un monovolumen o un vehículo comercial (por lo general, una camioneta comercial blanca, que se puede alquilar con un precio barato) que a menudo muestra el logotipo de la empresa. Para encontrar objetivos adecuados, los operadores de camionetas instalan su estafa en áreas de tráfico moderado, como estacionamientos, estaciones de servicio, universidades o grandes complejos de apartamentos . Alternativamente, pueden apuntar a personas que conducen autos caros y hacerles señas para que bajen. Las marcas (víctimas) por lo general son personas ricas, jóvenes, estudiantes universitarios u otras personas que se cree que tienen grandes cantidades de ingresos disponibles. Las marcas también pueden ser extranjeros o personas que no están familiarizadas con las transacciones comerciales típicas en los países occidentales.
Los operadores a menudo afirman que trabajan para un minorista de audio o un instalador de audio y que, debido a algún tipo de error corporativo (error del operador de un almacén, errores de contabilidad, errores en el ordenador, etc.) o debido a que el cliente cambió el pedido después de comprar los suministros y tienen altavoces adicionales. A veces, se da a entender que la mercancía puede ser robada. Por diversas razones, necesitan deshacerse de los parlantes rápidamente y están dispuestos a deshacerse de ellos a precios "muy por debajo del precio minorista". Los estafadores declararán repetidamente que el "valor" del altavoz está entre el equivalente a 1 800 dólares y 3 500 dólares, precios que a menudo supuestamente se verifican al mostrar un sitio web, un folleto o un anuncio en una revista. A los altavoces a menudo se les da una marca ficticia, a veces intencionalmente similar a un fabricante de altavoces de buena reputación para engañar al comprador. Algunas de estas marcas ficticias tienen sitios web de buena reputación que enumeran los números de teléfono de servicio al cliente y las direcciones de correo electrónico de soporte, pero estos métodos de contacto a menudo son puntos muertos.
Si la marca rechaza la oferta, el estafador utiliza varias tácticas de venta de negociación de alta presión. Entre estas técnicas se encuentran la producción de material brillante que detalla la calidad y el alto valor de venta al público de los altavoces, y el bombardeo del cliente potencial con jerga técnica, ya usada correcta o incorrectamente usada. Si aún no puede convencer a la marca de que rechazará una oferta increíble, el estafador casi siempre bajará el precio significativamente.
En general, la calidad del producto es inferior. Los altavoces de furgoneta blanca a menudo se rellenan parcialmente con hormigón o rocas para aumentar su peso y crear la ilusión de alta calidad. Otra característica común de los altavoces de furgoneta blanca es una clasificación de potencia inusualmente alta para su tamaño, por ejemplo, 1 000 vatios para un altavoz de 3 pulgadas (7,63 centímetros), que en realidad puede tener una clasificación de tan solo cinco vatios. En algunos casos, cuando un comprador intenta conectar el sistema de cine en casa a un televisor de alta definición, descubre que no puede hacerlo, y la afirmación de compatibilidad HD hecha para el sistema de furgoneta blanca es solo otro elemento de la estafa. Los sistemas (generalmente amplificadores con altavoces, vendidos como conjuntos) con solo dos o tres entradas y sin entradas de vídeo, con solo conectores analógicos L/R/6ch RCA, son comunes en este esquema.

## Logística
A pesar de la antigüedad de la estafa y su dudosa legalidad, las estafas de camionetas blancas a menudo tienen una logística relativamente sofisticada. Los distribuidores alquilan un almacén y obtienen licencias y derechos de distribución, luego importan grandes cantidades de productos fabricados a bajo precio. Envían estos productos a almacenes locales en las principales ciudades y contratan a "vendedores" para distribuir los productos de mala calidad.[cita requerida]
En los Estados Unidos y Canadá, la distribución se realiza a menudo en las principales ciudades. Los mercadólogos de cada oficina establecen una escala de promociones, beneficios y bonificaciones para los equipos de ventas de altavoces. Los bonos pueden pagarse en efectivo, cheques, tarjetas de crédito falsas o altavoces.
En Australia se utiliza la misma táctica. Se emiten recibos, pero los datos de contacto suelen ser falsos para que la mercancía no se pueda devolver. Como medida adicional, los vehículos se arriendan para que no puedan rastrearse ni al distribuidor ni al "vendedor" que conduce.

## Versiones más recientes
En versiones más recientes, la estafa de los altavoces de la camioneta blanca se ha convertido en un producto electrónico que se vende en sitios web de artículos de segunda mano. El ejemplo más notable presenta proyectores de vídeo (a veces acompañados de una pantalla de proyección o altavoces). El empaque de dichos proyectores afirmará que tiene muy buenas características, como resolución 4K, índices de lúmenes altos y relaciones de contraste altas. La resolución real es de 720p como máximo, con un contraste y un brillo relativamente bajos. Los estafadores crean un sitio web para su marca de altavoes creada para que los motores de búsqueda hagan referencia a ella y, por lo tanto, generen credibilidad en torno a su producto fraudulento. Como de costumbre, el producto se vende a un precio mucho más bajo, hasta una décima parte del precio minorista putativo.
La última variedad de la estafa de la furgoneta blanca se observó alrededor de los trampolines de "calidad comercial" en eBay, Craigslist y otros sitios catalogados. Por lo general, se enumeran como reacondicionados o como nuevos con una historia sobre por qué tienen un descuento tan grande y necesitan venderse tan rápido, a menudo haciendo referencia a un sitio web de un proveedor falso mal hecho con precios listados. Estos precios de lista son significativamente más altos que los productos de alta calidad comparables para dar la ilusión de que el trampolín es un paso adelante sobre los trampolines regulares de "calidad del consumidor". Googlear marcas y modelos a menudo conduce a productos completamente no relacionados a través de Google Ads o reseñas de consumidores sobre productos de la competencia, a menudo colocados allí por los propios estafadores. La seguridad a menudo se destaca en estas listas de estafas, mientras que se desconoce el origen real del producto, por lo que su seguridad también es cuestionable.